# Spillover (Katalyse)
Spillover ist ein möglicher Teilschritt in der heterogenen Katalyse. Dabei diffundiert eine aktivierte Spezies von einem katalytisch aktiven Zentrum zu einem anderen Zentrum, welches sich chemisch vom ersten Zentrum unterscheidet.

## Hintergrund
Das Phänomen des Spillover entdeckten in den 1960er Jahren mehrere Arbeitsgruppen unabhängig voneinander. Der Effekt wurde von Conner et al. wie folgt definiert:

“Spillover involves the transport of active species which are adsorbed or formed on a first phase onto another phase that does not adsorb or form the species under the same condition.”

„Spillover geht einher mit dem Transport einer aktiven Spezies, die auf einer ersten Phase adsorbiert oder gebildet wird, auf eine andere Phase, welche die Spezies unter den gleichen Bedingungen nicht adsorbiert oder bildet.“

Bekannt sind Wasserstoff- beziehungsweise Sauerstoffatome als Spilloverkomponenten. Die Ausnutzung des Spillover-Effekts ist ein erfolgversprechender Faktor für die Erhöhung der katalytischen Aktivität bei industriellen Prozessen.